# Hans-Lennart Ohlsson

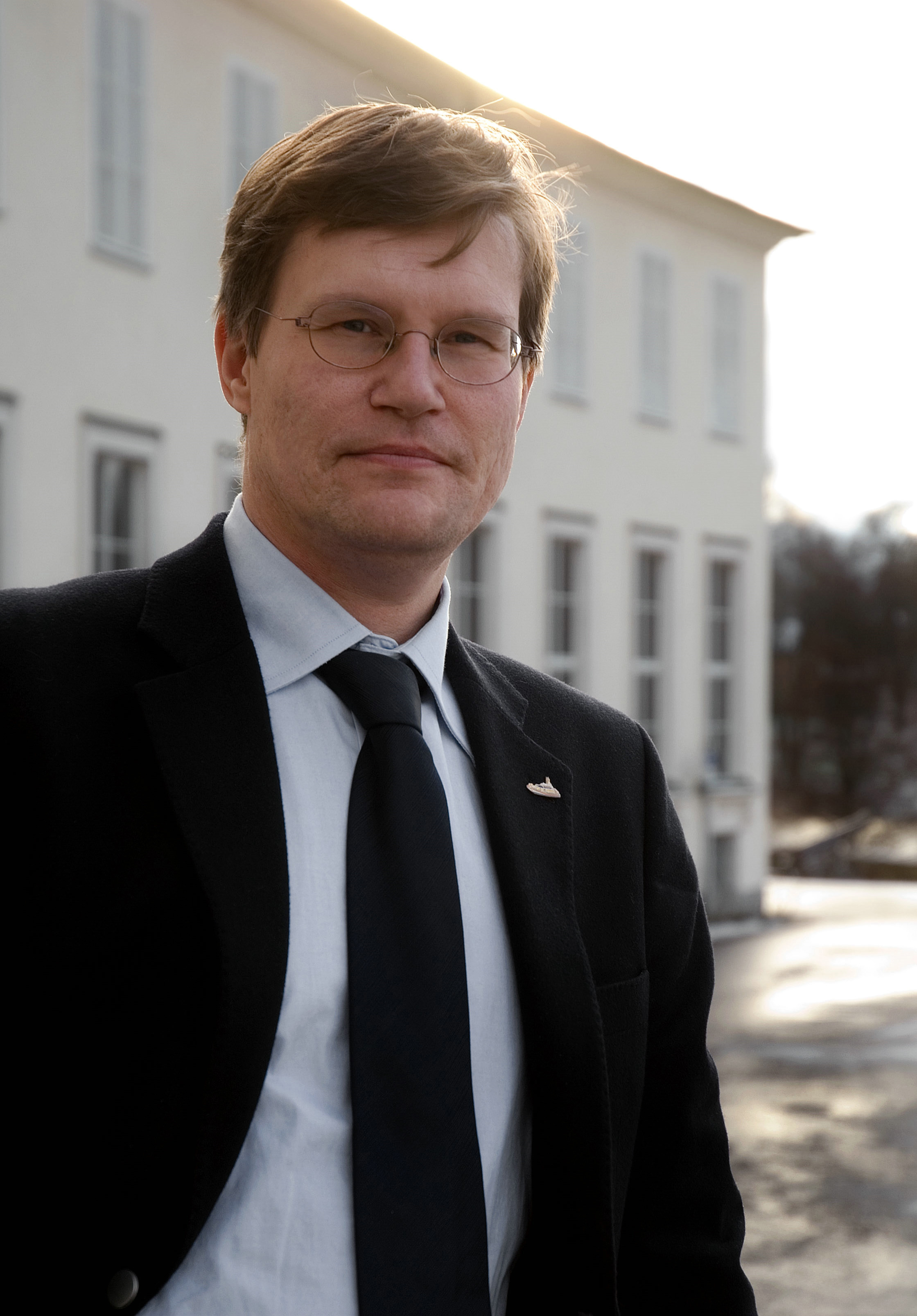
Hans-Lennart Ohlsson, 2011.

Hans-Lennart "Hansi" Ohlsson, född 30 mars 1961 i Västerås, är en svensk marinarkeolog och museiman som 2007–2020 var museichef för Sjöhistoriska museet.

## Biografi
Ohlsson har avlagt en filosofie magisterexamen i marinarkeologi vid Stockholms universitet.
Han började som praktikant på Sjöhistoriska museet 1986, och har därefter haft olika befattningar kopplat till dess samlingar. 1 januari 2007 tillträdde han befattningen som chef för Sjöhistoriska museet, i samband med att Statens maritima museer omorganiserades så att Sjöhistoriska museet och Vasamuseet fick varsin chef. Han stannade på chefsposten till 2020 varefter han blev sakkunnig. Från 1 september 2023 till 31 december 2024 arbetade han som senior rådgivare vid Statens försvarshistoriska museer. Sedan 1 augusti 2024 är han verkställande direktör för Strömsholms kanal AB.

## Utmärkelser
- Ledamot av Kungliga Örlogsmannasällskapet sedan 2011
- Medaljen För nit och redlighet i rikets tjänst 2019.
- Neptuniordens Kungliga belöningsmedalj i silver 2018
- Veteranflottiljens hederstecken 2018
- Statens försvarshistoriska museer förtjänstmedalj i silver 2022